# Spencer Harrington
Spencer Harrington es un personaje ficticio de la serie de televisión australiana Home and Away, interpretado por el actor Andrew Morley del 24 de enero del 2013 hasta el 23 de abril del 2015.

## Biografía
Spencer llega a la bahía por primera vez en el 2013 cuando aparece en la puerta de los Stewart con su hermana Maddy Osbourne, ahí se encuentran con Ruth Stewart y le dicen que se quedaran en el Caravan Park por lo que Ruth los invita a pasar y su padre Alf Stewart los lleva al caravan. Al día siguiente Alf comienza a sospechar de ellos cuando descubre la puerta de su caravana abierta y sus cosas desaparecidas sin embargo Ruth le dice que está exagerando. 
Ese mismo día Spencer y Maddy van a desayunar al Pie Diner pero cuando Marilyn Chambers les da la cuenta Spencer dice que olvidó su cartera en la caravana y Maddy le dice que no llevó dinero porque creyó que Spencer lo haría por lo que Marilyn les dice que no se preocupen ya que podían pagarle luego. En la tarde cuando van a comer a Angelo's John Palmer comienza a sospechar de ellos, pero su esposa Gina Holden-Palmer dice que está exagerando, sin embargo cuando John ve que Maddy roba comida decide confrontarlos pero se distrae cuando Gina lo llama, lo que permite que Spencer y Maddy se escapen. Más tarde Spencer trabaja brevemente en el Diner para pagar su deuda.
Cuando cae la noche Maddy y Spencer duermen en un bote pero cuando Maddy se enferma deciden dormir en la escuela donde casi son descubiertos por Sasha Bezmel quien luego de hablar con Ruth decide ayudarlos dejándoles toallas y comida. Finalmente deciden aceptar la ayuda de Ruth y cuando le ofrece un trabajo en el Bait Shop él lo acepta, cuando Spencer comienza a trabajar Harvey y Alf quedan impresionados con Spencer y sus habilidades con los botes pero se preocupan cuando a Spencer se lee scapa que su padre todavía está vivo, preocupada Ruth finalmente busca en personas desaparecidas y encuentra un póster de Maddy, cuando confronta a Spencer y a Maddy ellos le revelan que en realidad no son hermanos sino que Spencer es su novio y que habían escapado de sus familias para estar juntos.
Cuando su hermano mayor Chris Harrington llega a la bahía, su presencia ocasiona que la relación de Spencer con Maddy sufra y finalmente terminan.
Poco después Spencer comienza a salir con Sasha y poco después de comenzar a salir terminan teniendo relaciones, cuando Maddy descubre lo sucedido se molesta. Al inicio la relación está bien pero cuando Chris regresa a la bahía e intenta reconquistar a Indi, la hermana de Sasha ella no está de acuerdo ya que cree que Indi merece algo mejor y cuando comienzan a pelear Spencer termina en medio, las cosas no mejoran cuando Spencer decide dejar de tomar sus pastillas para su trastorno y comienza a actuar de manera errática lo que ocasiona que tanto Chris como Sasha se preocupan por él, finalmente Spencer les hace caso y su relación con Sasha mejora, pero más tarde la relación termina cuando Sasha le cuenta que Matt Page la había besado.